# 昙谛
曇諦，姓康，其先康居人。東晋、劉宋僧人。
先祖为康居人，漢靈帝時，移居中原。漢獻帝時，再遷往吳興郡。父康肜嘗為冀州別駕，母黃氏。年十歲出家。晚年加入吳虎丘寺，曾講授《禮記》、《易經》、《秋》及《法華經》、大品般若、維摩等經。以宋元嘉末卒於山舍，春秋六十餘。生時著有《會通論》、《神本論》等，都已經失傳。